# Frank S. Bowen

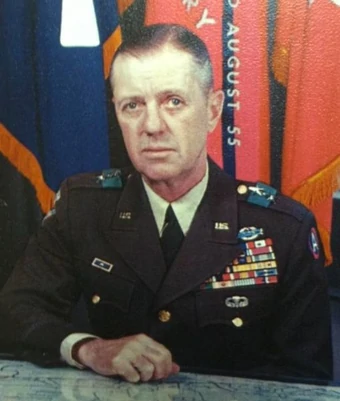
Frank S. Bowen, Jr.

Frank Sayles Bowen Jr. (* 4. März 1905 in Manila, Philippinen; † 24. September 1976 in Columbia, Richland County, South Carolina) war ein Generalmajor der United States Army.
Bowen war der Sohn von Oberst Frank Sayles Bowen Sr. (1875–1947) und dessen Frau Mildred Marie Alford (1884–1980). In den Jahren 1922 bis 1922 durchlief der jüngere Bowen die United States Military Academy in West Point. Nach seiner Graduation wurde er als Leutnant der Infanterie zugeteilt. In der Armee durchlief er anschließend alle Offiziersränge bis zum Zwei-Sterne-General.
In seinen jüngeren Jahren absolvierte er den für Offiziere in den niederen Rangstufen üblichen Dienst in verschiedenen Einheiten und Standorten. Zwischenzeitlich wurde er auch als Stabsoffizier eingesetzt. Ende der 1930er Jahre diente er unter Robert Eichelberger im 30. Infanterieregiment im Presidio bei San Francisco. Im Jahr 1940 blieb Bowen im Stab von Eichelberger, als dieser Leiter (Superintendent) der Militärakademie in West Point wurde. Seine Zusammenarbeit mit Eichelberger setzte sich bis in das Jahr 1947 fort und umfasste somit auch die gesamte Zeit des Zweiten Weltkriegs. Eichelberger war jeweils der Bowen vorgesetzte kommandierende Offizier.
Bowen war in jenen Jahren Sicherheitsoffizier (G2) bei der 77. Infanteriedivision und dann bis September 1944 Stabsoffizier für Operationen beim I. Korps. Dabei war er im pazifischen Raum eingesetzt, wo er auch an einigen Gefechten beteiligt war. Von 1944 bis 1947 leitete Bowen die Stabsabteilung G3 (Operationen) der neuaufgestellten 8. Armee, die ebenfalls von Robert Eichelberger kommandiert wurde. In den Jahren 1948 bis 1950 kommandierte Bowen das 14th Regimental Combat Team und für einige Zeit Camp Carson in Colorado.
Während des Koreakriegs hatte Frank Bowen das Kommando über das 187. Infanterieregiment, das der 101. Luftlandedivision unterstand. Dabei war er erneut an mehreren Kampfeinsätzen beteiligt. In den Jahren 1954 und 1955 war er zunächst stellvertretender und danach offizieller Kommandeur der 6. Panzerdivision. Von Oktober 1955 bis März 1956 kommandierte er die 101. Luftlandedivision. Danach leitete er bis 1958 die Militärberaterkommission für Taiwan (Military Assistance Advisory Group to Taiwan).
Im Jahr 1958 übernahm Frank Bowen den Oberbefehl über das XII. Korps, den er bis 1960 innehatte. Es folgten noch einige Verwendungen als Generalstabsoffizier unter anderem im Nahen Osten. Im Jahr 1964 ging Bowen in den Ruhestand.
Frank Bowen verbrachte seinen Lebensabend in South Carolina. Dort gehörte er dem Ausschuss für Verkehrssicherheit an (executive director of the South Carolina Traffic Safety Council). Außerdem leitete er die für South Carolina zuständige Niederlassung der amerikanischen Gesellschaft zur Krebsbekämpfung (South Carolina chapter of the American Cancer Society). Er starb am 24. September 1976 in Columbia und wurde auf dem Friedhof der Militärakademie in West Point beigesetzt.

## Orden und Auszeichnungen
Frank Bowen erhielt im Lauf seiner militärischen Laufbahn unter anderem folgende Auszeichnungen:
- Distinguished Service Cross (2-Mal)
- Army Distinguished Service Medal  (3-Mal)
- Silver Star (4-Mal)
- Legion of Merit
- Bronze Star Medal
- Air Medal
- Purple Heart